# Umag Trophy 2015
La 3e édition de l'Umag Trophy a eu lieu le 4 mars 2015. La course fait partie du calendrier UCI Europe Tour 2015 en catégorie 1.2.
L'épreuve a été remportée par le Slovène Marko Kump (Adria Mobil) lors d'un sprint massif devant l'Azerbaïdjanais Maksym Averin (Synergy Baku Project) et le Russe Sergey Nikolaev (Itera-Katusha).

## Présentation

### Équipes
Classé en catégorie 1.2 de l'UCI Europe Tour, l'Umag Trophy est par conséquent ouvert aux équipes continentales professionnelles croates, aux équipes continentales, aux équipes nationales et aux équipes régionales et de clubs.
Trente-quatre équipes participent à cet Umag Trophy - vingt-cinq équipes continentales, cinq équipes régionales et de clubs et quatre équipes continentales :
| Équipes continentales     | Équipes continentales | Équipes continentales |
| Nom de l'équipe           | Pays                  | Code                  |
| ------------------------- | --------------------- | --------------------- |
| Adria Mobil               | Slovénie              | ADR                   |
| Amplatz-BMC               | Autriche              | AMP                   |
| AWT-Greenway              | Tchéquie              | AWT                   |
| Bridgestone Anchor        | Japon                 | BGT                   |
| Cycling Academy           | Israël                | CAT                   |
| Felbermayr Simplon Wels   | Autriche              | RWS                   |
| Heizomat                  | Allemagne             | THF                   |
| Hrinkow Advarics Cycleang | Autriche              | HAC                   |
| Idea 2010 ASD             | Italie                | IDE                   |
| Itera-Katusha             | Russie                | TIK                   |
| Kemo Dukla Trenčín        | Slovaquie             | DUK                   |
| LKT Brandenburg           | Allemagne             | LKT                   |
| Meridiana Kamen           | Croatie               | MKT                   |
| MLP Bergstrasse           | Allemagne             | TBJ                   |
| Rabobank Development      | Pays-Bas              | RDT                   |
| Radenska Ljubljana        | Slovénie              | RAR                   |
| Ringeriks-Kraft           | Norvège               | KRA                   |
| SKC Tufo Prostějov        | Tchéquie              | SKC                   |
| Sparebanken Sør           | Norvège               | TSS                   |
| Stölting                  | Allemagne             | STG                   |
| Synergy Baku Project      | Azerbaïdjan           | BCP                   |
| Tirol                     | Autriche              | TIR                   |
| Unieuro Wilier            | Italie                | UNI                   |
| Vorarlberg                | Autriche              | VBG                   |
| WSA-Greenlife             | Autriche              | WSA                   |

| Équipes régionales et de clubs | Équipes régionales et de clubs | Équipes régionales et de clubs |
| Nom de l'équipe                | Pays                           | Code                           |
| ------------------------------ | ------------------------------ | ------------------------------ |
| GF Pro-Fachklinik Dr. Herzog   | Allemagne                      | GFP                            |
| Novo Nordisk Development       | États-Unis                     | NND                            |
| P&S Thüringen                  | Allemagne                      | PST                            |
| Sava                           | Slovénie                       | SAK                            |
| Veloclub Ratisbona             | Allemagne                      | VRA                            |

| Équipes nationales          | Équipes nationales | Équipes nationales |
| Nom de l'équipe             | Pays               | Code               |
| --------------------------- | ------------------ | ------------------ |
| Équipe nationale de Pologne | Pologne            | POL                |
| Équipe nationale de Russie  | Russie             | RUS                |
| Équipe nationale de Serbie  | Serbie             | SRB                |
| Équipe nationale de Suisse  | Suisse             | SUI                |

### Règlement de la course

#### Primes
Les vingt prix sont attribués suivant le barème de l'UCI,. Le total général des prix distribués est de 6 010 €.
| Position | 1er     | 2e      | 3e    | 4e    | 5e    | 6e    | 7e    | 8e    | 9e    | 10e à 20e |
| Prix     | 2 425 € | 1 210 € | 607 € | 305 € | 240 € | 180 € | 180 € | 118 € | 118 € | 57 €      |

## Classements

### Classement final
Le Slovène Marko Kump (Adria Mobil) remporte la course en parcourant les 157,5 kilomètres en 3 h 25 min 16 s à la vitesse moyenne de 46,038 km/h. Il s'impose lors d'un sprint massif devant l'Azerbaïdjanais Maksym Averin (Synergy Baku Project) et le Russe Sergey Nikolaev (Itera-Katusha).
| Classement final | Classement final    | Classement final | Classement final            | Classement final   |
|                  | Coureur             | Pays             | Équipe                      | Temps              |
| ---------------- | ------------------- | ---------------- | --------------------------- | ------------------ |
| 1er              | Marko Kump          | Slovénie         | Adria Mobil                 | en 3 h 25 min 16 s |
| 2e               | Maksym Averin       | Azerbaïdjan      | Synergy Baku Project        | m.t                |
| 3e               | Sergey Nikolaev     | Russie           | Itera-Katusha               | m.t                |
| 4e               | Rino Gasparrini     | Italie           | Unieuro Wilier              | m.t                |
| 5e               | Bartłomiej Matysiak | Pologne          | Équipe nationale de Pologne | m.t                |
| 6e               | Matteo Malucelli    | Italie           | Idea 2010 ASD               | m.t                |
| 7e               | Josip Rumac         | Croatie          | Adria Mobil                 | m.t                |
| 8e               | Anton Samokhvalov   | Russie           | Itera-Katusha               | m.t                |
| 9e               | Martijn Tusveld     | Pays-Bas         | Rabobank Development        | m.t                |
| 10e              | Aldo Ino Ilešič     | Slovénie         | Vorarlberg                  | m.t                |
| modifier         |                     |                  |                             |                    |

### UCI Europe Tour
Cet Umag Trophy  attribue des points pour l'UCI Europe Tour 2015, par équipes seulement aux coureurs des équipes continentales professionnelles et continentales, individuellement à tous les coureurs sauf ceux faisant partie d'une équipe ayant un label WorldTeam.
| Position,          | 1er | 2e | 3e | 4e | 5e | 6e | 7e | 8e |
| Classement général | 40  | 30 | 16 | 12 | 10 | 8  | 6  | 3  |

## Liste des participants
- Liste de départ complète

| Légende | Légende                                                                    | Légende | Légende                                                    |
| ------- | -------------------------------------------------------------------------- | ------- | ---------------------------------------------------------- |
| Num     | Dossard de départ porté par le coureur sur cet Umag Trophy                 | Pos     | Position à l'arrivée de la course                          |
|         | Indique un maillot de champion national ou mondial, suivi de sa spécialité | NP      | Indique un coureur qui n'a pas pris le départ de la course |
| AB      | Indique un coureur qui n'a pas terminé la course                           | HD      | Indique un coureur qui a terminé la course hors des délais |

| Synergy Baku Project BCP | Synergy Baku Project BCP | Synergy Baku Project BCP |
| ------------------------ | ------------------------ | ------------------------ |
| Num                      | Coureur                  | Pos                      |
| 1                        | Maksym Averin (AZE)      | 2e                       |
| 2                        | Markus Eibegger (AUT)    | 77e                      |
| 3                        | Dennis van Winden (NED)  | 63e                      |
| 4                        | Ismail Iliasov (AZE)     | 121e                     |
| 5                        | Agshin Ismailov (AZE)    | 97e                      |
| 6                        | Ioánnis Tamourídis (GRE) | 107e                     |
| Directeur sportif : ?    |                          |                          |

| Meridiana Kamen MKT   | Meridiana Kamen MKT       | Meridiana Kamen MKT |
| --------------------- | ------------------------- | ------------------- |
| Num                   | Coureur                   | Pos                 |
| 7                     | Emanuel Kišerlovski (CRO) | 70e                 |
| 8                     | Bruno Maltar (CRO)        | 13e                 |
| 9                     | Endi Širol (CRO)          | 106e                |
| 10                    | Enea Cambianica (SUI)     | 111e                |
| 11                    | Uroš Repše (SLO)          | 114e                |
| 12                    | Simone Campagnaro (ITA)   | 80e                 |
| Directeur sportif : ? |                           |                     |

| Felbermayr Simplon Wels RWS | Felbermayr Simplon Wels RWS | Felbermayr Simplon Wels RWS |
| --------------------------- | --------------------------- | --------------------------- |
| Num                         | Coureur                     | Pos                         |
| 13                          | Daniel Biedermann (AUT)     | AB                          |
| 14                          | Matej Marin (SLO)           | AB                          |
| 15                          | Matthias Krizek (AUT)       | AB                          |
| 16                          | Paul Illenberger (AUT)      | AB                          |
| 17                          | Martin Schöffmann (AUT)     | 171e                        |
| 18                          | Lukas Zeller (AUT)          | 163e                        |
| Directeur sportif : ?       |                             |                             |

| Novo Nordisk Development NND | Novo Nordisk Development NND | Novo Nordisk Development NND |
| ---------------------------- | ---------------------------- | ---------------------------- |
| Num                          | Coureur                      | Pos                          |
| 19                           | Mehdi Benhamouda (FRA)       | 170e                         |
| 20                           | Daragh Campbell (IRL)        | 145e                         |
| 21                           | Brais Dacal (ESP)            | 161e                         |
| 22                           | Quentin Valognes (FRA)       | 141e                         |
| 23                           | Ezra Ward-Packard (USA)      | 156e                         |
| 24                           | Emanuel Mini (ARG)           | AB                           |
| Directeur sportif : ?        |                              |                              |

| Rabobank Development RDT | Rabobank Development RDT  | Rabobank Development RDT |
| ------------------------ | ------------------------- | ------------------------ |
| Num                      | Coureur                   | Pos                      |
| 25                       | Jeroen Meijers (NED)      | 100e                     |
| 26                       | Sam Oomen (NED)           | 64e                      |
| 27                       | Antwan Tolhoek (NED)      | 95e                      |
| 28                       | Martijn Tusveld (NED)     | 9e                       |
| 29                       | Mitchell Cornelisse (NED) | 41e                      |
| 30                       | Lennard Hofstede (NED)    | 71e                      |
| Directeur sportif : ?    |                           |                          |

| MLP Bergstrasse TBJ   | MLP Bergstrasse TBJ        | MLP Bergstrasse TBJ |
| --------------------- | -------------------------- | ------------------- |
| Num                   | Coureur                    | Pos                 |
| 31                    | Kasper Asgreen (DEN)       | 88e                 |
| 32                    | Jonas Barnick (GER)        | 125e                |
| 33                    | Marc-Andre Tzschupke (GER) | 169e                |
| 34                    | Mike Egger (GER)           | 54e                 |
| 35                    | Max Wörner (GER)           | 146e                |
| 36                    | Eric Süssemilch (GER)      | 153e                |
| Directeur sportif : ? |                            |                     |

| Amplatz-BMC AMP       | Amplatz-BMC AMP     | Amplatz-BMC AMP |
| --------------------- | ------------------- | --------------- |
| Num                   | Coureur             | Pos             |
| 37                    | Dejan Bajt (SLO)    | 139e            |
| 38                    | Andi Bajc (SLO)     | 18e             |
| 39                    | Jan Tratnik (SLO)   | 12e             |
| 40                    | Marek Čanecký (SVK) | 73e             |
| 41                    | Lukas Stoiber (AUT) | 56e             |
| 42                    | Péter Kusztor (HUN) | 30e             |
| Directeur sportif : ? |                     |                 |

| Hrinkow Advarics Cycleang HAC | Hrinkow Advarics Cycleang HAC | Hrinkow Advarics Cycleang HAC |
| ----------------------------- | ----------------------------- | ----------------------------- |
| Num                           | Coureur                       | Pos                           |
| 43                            | Josef Benetseder (AUT)        | AB                            |
| 44                            | Clemens Fankhauser (AUT)      | 150e                          |
| 45                            | Andreas Hofer (AUT)           | AB                            |
| 46                            | Andreas Graf (AUT)            | 78e                           |
| 47                            | Andreas Müller (AUT)          | 151e                          |
| 48                            | Alexander Meier (GER)         | 140e                          |
| Directeur sportif : ?         |                               |                               |

| Ringeriks-Kraft KRA   | Ringeriks-Kraft KRA      | Ringeriks-Kraft KRA |
| --------------------- | ------------------------ | ------------------- |
| Num                   | Coureur                  | Pos                 |
| 49                    | Frederik Wilmann (NOR)   | 124e                |
| 50                    | Max Emil Kørner (NOR)    | 76e                 |
| 51                    | Øivind Lukkedahl (NOR)   | 123e                |
| 52                    | Audun Fløtten (NOR)      | 164e                |
| 53                    | Christer Jensen (NOR)    | 40e                 |
| 54                    | Kristoffer Wormsen (NOR) | 67e                 |
| Directeur sportif : ? |                          |                     |

| Adria Mobil ADR       | Adria Mobil ADR               | Adria Mobil ADR |
| --------------------- | ----------------------------- | --------------- |
| Num                   | Coureur                       | Pos             |
| 55                    | Marko Kump (SLO)              | 1er             |
| 56                    | Kristjan Fajt (SLO)           | 27e             |
| 57                    | Klemen Štimulak (SLO)         | 105e            |
| 58                    | Radoslav Rogina (CRO) (Route) | AB              |
| 59                    | Josip Rumac (CRO)             | 7e              |
| 60                    | David Per (SLO)               | 72e             |
| Directeur sportif : ? |                               |                 |

| Sava SAK              | Sava SAK               | Sava SAK |
| --------------------- | ---------------------- | -------- |
| Num                   | Coureur                | Pos      |
| 61                    | Gašper Katrašnik (SLO) | 52e      |
| 62                    | Tadej Logar (SLO)      | 32e      |
| 63                    | Žiga Grošelj (SLO)     | 63e      |
| 64                    | Miha Poljanec (SLO)    | 148e     |
| 65                    | Matic Grošelj (SLO)    | 51e      |
| 66                    | Luka Čotar (SLO)       | 68e      |
| Directeur sportif : ? |                        |          |

| Heizomat THF          | Heizomat THF            | Heizomat THF |
| --------------------- | ----------------------- | ------------ |
| Num                   | Coureur                 | Pos          |
| 67                    | Benjamim Edmüller (GER) | 16e          |
| 68                    | Julien Essers (GER)     | 46e          |
| 69                    | Fabian Schormair (GER)  | 155e         |
| 70                    | Gero Walbrül (GER)      | 93e          |
| 71                    | Laurin Winter (GER)     | 92e          |
| 72                    | Holger Burkhardt (GER)  | 39e          |
| Directeur sportif : ? |                         |              |

| Équipe nationale de Russie RUS | Équipe nationale de Russie RUS | Équipe nationale de Russie RUS |
| ------------------------------ | ------------------------------ | ------------------------------ |
| Num                            | Coureur                        | Pos                            |
| 73                             | Aleksandr Komin (RUS)          | 98e                            |
| 74                             | Sergey Firsanov (RUS)          | 91e                            |
| 75                             | Alexander Foliforov (RUS)      | 131e                           |
| 76                             | Mamyr Stash (RUS)              | 117e                           |
| 77                             | Alexander Rybakov (RUS)        | 120e                           |
| 78                             | Aydar Zakarin (RUS)            | 130e                           |
| Directeur sportif : ?          |                                |                                |

| Équipe nationale de Suisse SUI | Équipe nationale de Suisse SUI | Équipe nationale de Suisse SUI |
| ------------------------------ | ------------------------------ | ------------------------------ |
| Num                            | Coureur                        | Pos                            |
| 79                             | Andri Frischknecht (SUI)       | AB                             |
| 80                             | Lars Forster (SUI)             | AB                             |
| 81                             | Enea Vetsch (SUI)              | 143e                           |
| 82                             | Claudio Imhof (SUI)            | 99e                            |
| 83                             | Nico Brüngger (SUI)            | 94e                            |
| -                              |                                |                                |
| Directeur sportif : ?          |                                |                                |

| Itera-Katusha TIK     | Itera-Katusha TIK         | Itera-Katusha TIK |
| --------------------- | ------------------------- | ----------------- |
| Num                   | Coureur                   | Pos               |
| 84                    | Igor Frolov (RUS)         | 26e               |
| 85                    | Maxim Pokidov (RUS)       | 38e               |
| 86                    | Sergey Nikolaev (RUS)     | 3e                |
| 87                    | Dimitry Samokhvalov (RUS) | 53e               |
| 88                    | Anton Samokhvalov (RUS)   | 8e                |
| 89                    | Matvey Mamykin (RUS)      | AB                |
| Directeur sportif : ? |                           |                   |

| Vorarlberg VBG        | Vorarlberg VBG           | Vorarlberg VBG |
| --------------------- | ------------------------ | -------------- |
| Num                   | Coureur                  | Pos            |
| 90                    | Aldo Ino Ilešič (SLO)    | 10e            |
| 91                    | Michael Kucher (AUT)     | 166e           |
| 92                    | Christoph Springer (GER) | 109e           |
| 93                    | Andreas Walzel (AUT)     | 86e            |
| -                     |                          |                |
| -                     |                          |                |
| Directeur sportif : ? |                          |                |

| Équipe nationale de Pologne POL | Équipe nationale de Pologne POL | Équipe nationale de Pologne POL |
| ------------------------------- | ------------------------------- | ------------------------------- |
| Num                             | Coureur                         | Pos                             |
| 94                              | Eryk Latoń (POL)                | 50e                             |
| 95                              | Jakub Kaczmarek (POL)           | 167e                            |
| 96                              | Patryk Stosz (POL)              | 142e                            |
| 97                              | Michał Paluta (POL)             | 33e                             |
| 98                              | Piotr Brożyna (POL)             | 168e                            |
| 99                              | Bartłomiej Matysiak (POL)       | 5e                              |
| Directeur sportif : ?           |                                 |                                 |

| Tirol TIR             | Tirol TIR                   | Tirol TIR |
| --------------------- | --------------------------- | --------- |
| Num                   | Coureur                     | Pos       |
| 100                   | Patrick Bosman (AUT)        | 66e       |
| 101                   | Lukas Pöstlberger (AUT)     | 79e       |
| 102                   | Mario Schoibl (AUT)         | 152e      |
| 103                   | Sebastian Schönberger (AUT) | 31e       |
| 104                   | Alexander Wachter (AUT)     | 17e       |
| 105                   | Martin Weiss (AUT)          | 110e      |
| Directeur sportif : ? |                             |           |

| Unieuro Wilier UNI    | Unieuro Wilier UNI     | Unieuro Wilier UNI |
| --------------------- | ---------------------- | ------------------ |
| Num                   | Coureur                | Pos                |
| 106                   | Davide Ballerini (ITA) | 20e                |
| 107                   | Fabio Chinello (ITA)   | AB                 |
| 108                   | Mattia Frapporti (ITA) | 29e                |
| 109                   | Rino Gasparrini (ITA)  | 4e                 |
| 110                   | Lorenzo Rota (ITA)     | 96e                |
| 111                   | Marco Tecchio (ITA)    | 135e               |
| Directeur sportif : ? |                        |                    |

| WSA-Greenlife WSA     | WSA-Greenlife WSA       | WSA-Greenlife WSA |
| --------------------- | ----------------------- | ----------------- |
| Num                   | Coureur                 | Pos               |
| 112                   | Florian Bissinger (GER) | 84e               |
| 113                   | Jan Sokol (AUT)         | 158e              |
| 114                   | Michael Taferner (AUT)  | 60e               |
| 115                   | Daniel Auer (AUT)       | 11e               |
| 116                   | Lukas Schlemmer (AUT)   | 55e               |
| 117                   | Florian Gaugl (AUT)     | AB                |
| Directeur sportif : ? |                         |                   |

| AWT-Greenway AWT      | AWT-Greenway AWT      | AWT-Greenway AWT |
| --------------------- | --------------------- | ---------------- |
| Num                   | Coureur               | Pos              |
| 118                   | Rayane Bouhanni (FRA) | 34e              |
| 119                   | Erik Baška (SVK)      | 149e             |
| 120                   | Jan Brockhoff (GER)   | 35e              |
| 121                   | Michal Schlegel (CZE) | 85e              |
| 122                   | Álvaro Cuadros (ESP)  | 25e              |
| 123                   | Alexis Guérin (FRA)   | 21e              |
| Directeur sportif : ? |                       |                  |

| Radenska Ljubljana RAR | Radenska Ljubljana RAR    | Radenska Ljubljana RAR |
| ---------------------- | ------------------------- | ---------------------- |
| Num                    | Coureur                   | Pos                    |
| 124                    | Rok Korošec (SLO)         | AB                     |
| 125                    | Marko Pavlic (SLO)        | 128e                   |
| 126                    | Martin Otoničar (SLO)     | 23e                    |
| 127                    | Robert Jenko (SLO)        | 104e                   |
| 128                    | Matic Šafaric Kolar (SLO) | 36e                    |
| 129                    | Zan Jerkic (SLO)          | 37e                    |
| Directeur sportif : ?  |                           |                        |

| P&S Thüringen PST     | P&S Thüringen PST      | P&S Thüringen PST |
| --------------------- | ---------------------- | ----------------- |
| Num                   | Coureur                | Pos               |
| 130                   | Lukas Steidten (GER)   | 90e               |
| 131                   | Jonathan Dinkler (GER) | 162e              |
| 132                   | Martin Kittel (GER)    | AB                |
| 133                   | Robert Krause (GER)    | 129e              |
| 134                   | Robert Jägeler (GER)   | 147e              |
| 135                   | Hubert Kozlowski (POL) | 144e              |
| Directeur sportif : ? |                        |                   |

| Idea 2010 ASD IDE     | Idea 2010 ASD IDE        | Idea 2010 ASD IDE |
| --------------------- | ------------------------ | ----------------- |
| Num                   | Coureur                  | Pos               |
| 136                   | Maurizio Damiano (ITA)   | 108e              |
| 137                   | Matteo Malucelli (ITA)   | 6e                |
| 138                   | Alessandro Pettiti (ITA) | AB                |
| 139                   | Matteo Spreafico (ITA)   | 101e              |
| 140                   | Marco Tizza (ITA)        | AB                |
| -                     |                          |                   |
| Directeur sportif : ? |                          |                   |

| Équipe nationale de Serbie SRB | Équipe nationale de Serbie SRB | Équipe nationale de Serbie SRB |
| ------------------------------ | ------------------------------ | ------------------------------ |
| Num                            | Coureur                        | Pos                            |
| 141                            | Ivan Stević (SRB)              | 137e                           |
| 142                            | Gabor Kasa (SRB)               | 126e                           |
| 143                            | Marko Stanković (SRB)          | 89e                            |
| 144                            | Jovan Zekavica (SRB)           | 28e                            |
| 145                            | Marko Danilović (SRB)          | 48e                            |
| 146                            | Stefan Stefanović (SRB)        | 103e                           |
| Directeur sportif : ?          |                                |                                |

| Bridgestone Anchor BGT | Bridgestone Anchor BGT | Bridgestone Anchor BGT |
| ---------------------- | ---------------------- | ---------------------- |
| Num                    | Coureur                | Pos                    |
| 147                    | Thomas Lebas (FRA)     | 116e                   |
| 148                    | Damien Monier (FRA)    | 159e                   |
| 149                    | Sho Hatsuyama (JPN)    | 81e                    |
| 150                    | Takero Terasaki (JPN)  | 82e                    |
| 151                    | Hiroshi Tsubaki (JPN)  | 136e                   |
| 152                    | Ryota Nishizono (JPN)  | 165e                   |
| Directeur sportif : ?  |                        |                        |

| Veloclub Ratisbona VRA | Veloclub Ratisbona VRA  | Veloclub Ratisbona VRA |
| ---------------------- | ----------------------- | ---------------------- |
| Num                    | Coureur                 | Pos                    |
| 153                    | Peter Förster (GER)     | 127e                   |
| 154                    | Patrick Wachter (GER)   | AB                     |
| 155                    | Christopher Muche (GER) | 157e                   |
| 156                    | Josef Schafbauer (GER)  | 133e                   |
| -                      |                         |                        |
| -                      |                         |                        |
| Directeur sportif : ?  |                         |                        |

| LKT Brandenburgg LKT  | LKT Brandenburgg LKT | LKT Brandenburgg LKT |
| --------------------- | -------------------- | -------------------- |
| Num                   | Coureur              | Pos                  |
| 157                   | Leon Berger (GER)    | 14e                  |
| 158                   | Martin Reimer (GER)  | 134e                 |
| 159                   | Louis Rohde (GER)    | 112e                 |
| 160                   | Carl Soballa (GER)   | NP                   |
| 161                   | Franz Schiewer (GER) | 45e                  |
| 162                   | Robert Kessler (GER) | 154e                 |
| Directeur sportif : ? |                      |                      |

| GF Pro-Fachklinik Dr. Herzog GFP | GF Pro-Fachklinik Dr. Herzog GFP | GF Pro-Fachklinik Dr. Herzog GFP |
| -------------------------------- | -------------------------------- | -------------------------------- |
| Num                              | Coureur                          | Pos                              |
| 163                              | Lucas Herbert (GER)              | AB                               |
| 164                              | Florian Obersteiner (GER)        | 102e                             |
| 165                              | Gabriel Ossyra (GER)             | 160e                             |
| 166                              | Torben Xanke (GER)               | 132e                             |
| -                                |                                  |                                  |
| -                                |                                  |                                  |
| Directeur sportif : ?            |                                  |                                  |

| Sparebanken Sør TSS   | Sparebanken Sør TSS         | Sparebanken Sør TSS |
| --------------------- | --------------------------- | ------------------- |
| Num                   | Coureur                     | Pos                 |
| 167                   | Vegard Robinson Bugge (NOR) | 19e                 |
| 168                   | Thomas Larsen (NOR)         | 57e                 |
| 169                   | Christian Kaggestad (NOR)   | 44e                 |
| 170                   | Morten Mørland (NOR)        | 87e                 |
| 171                   | Herman Dahl (NOR)           | 15e                 |
| 172                   | Andreas Erland (NOR)        | 58e                 |
| Directeur sportif : ? |                             |                     |

| SKC Tufo Prostějov SKC | SKC Tufo Prostějov SKC    | SKC Tufo Prostějov SKC |
| ---------------------- | ------------------------- | ---------------------- |
| Num                    | Coureur                   | Pos                    |
| 173                    | Marek Šipoš (CZE)         | 138e                   |
| 174                    | Wojtek Pszczolarski (POL) | 47e                    |
| 175                    | Petr Lechner (CZE)        | 113e                   |
| 176                    | Tomáš Koudela (CZE)       | 59e                    |
| 177                    | Adam Kožušník (CZE)       | NP                     |
| 178                    | Radovan Doležel (CZE)     | 65e                    |
| Directeur sportif : ?  |                           |                        |

| Kemo Dukla Trenčín DUK | Kemo Dukla Trenčín DUK | Kemo Dukla Trenčín DUK |
| ---------------------- | ---------------------- | ---------------------- |
| Num                    | Coureur                | Pos                    |
| 179                    | Maroš Kováč (SVK)      | 118e                   |
| 180                    | Patrik Tybor (SVK)     | 49e                    |
| 181                    | Martin Mahďar (SVK)    | 61e                    |
| 182                    | Milan Holomek (SVK)    | AB                     |
| 183                    | Juraj Lajcha (SVK)     | 119e                   |
| 184                    | Renzo Zanelli (ITA)    | AB                     |
| Directeur sportif : ?  |                        |                        |

| Cycling Academy CAT   | Cycling Academy CAT    | Cycling Academy CAT |
| --------------------- | ---------------------- | ------------------- |
| Num                   | Coureur                | Pos                 |
| 185                   | Wojciech Migdał (POL)  | 43e                 |
| 186                   | Emanuel Piaskowy (POL) | 62e                 |
| 187                   | Daniel Turek (CZE)     | 122e                |
| 188                   | Ľuboš Malovec (SVK)    | 22e                 |
| 189                   | Mário Daško (SVK)      | AB                  |
| 190                   | Patryk Talaga (POL)    | 42e                 |
| Directeur sportif : ? |                        |                     |

| Stölting STG          | Stölting STG          | Stölting STG |
| --------------------- | --------------------- | ------------ |
| Num                   | Coureur               | Pos          |
| 191                   | Arne Egner (GER)      | 115e         |
| 192                   | Manuel Porzner (GER)  | 74e          |
| 193                   | Sven Reutter (GER)    | 75e          |
| 194                   | Thomas Koep (GER)     | 69e          |
| 195                   | Silvio Herklotz (GER) | 24e          |
| -                     |                       |              |
| Directeur sportif : ? |                       |              |